# عائشة ساشا جون
عائشة ساشا جون هي كاتِبة وشاعرة كندية، ولدت في 16 سبتمبر 1980 في مونتريال في كندا.